# Baie-de-Henne
Baie-de-Henne este o comună din arondismentul Môle-Saint-Nicolas, departamentul Nord-Ouest, Haiti, cu o suprafață de 203,72 km2 și o populație de 24.812 locuitori (2009).